# Stone (Staffordshire)
Stone is een civil parish in het bestuurlijke gebied Stafford, in het Engelse graafschap Staffordshire. De plaats telt 14.258 inwoners.

## Geboren
- Ian Morris (1960), historicus, schrijver

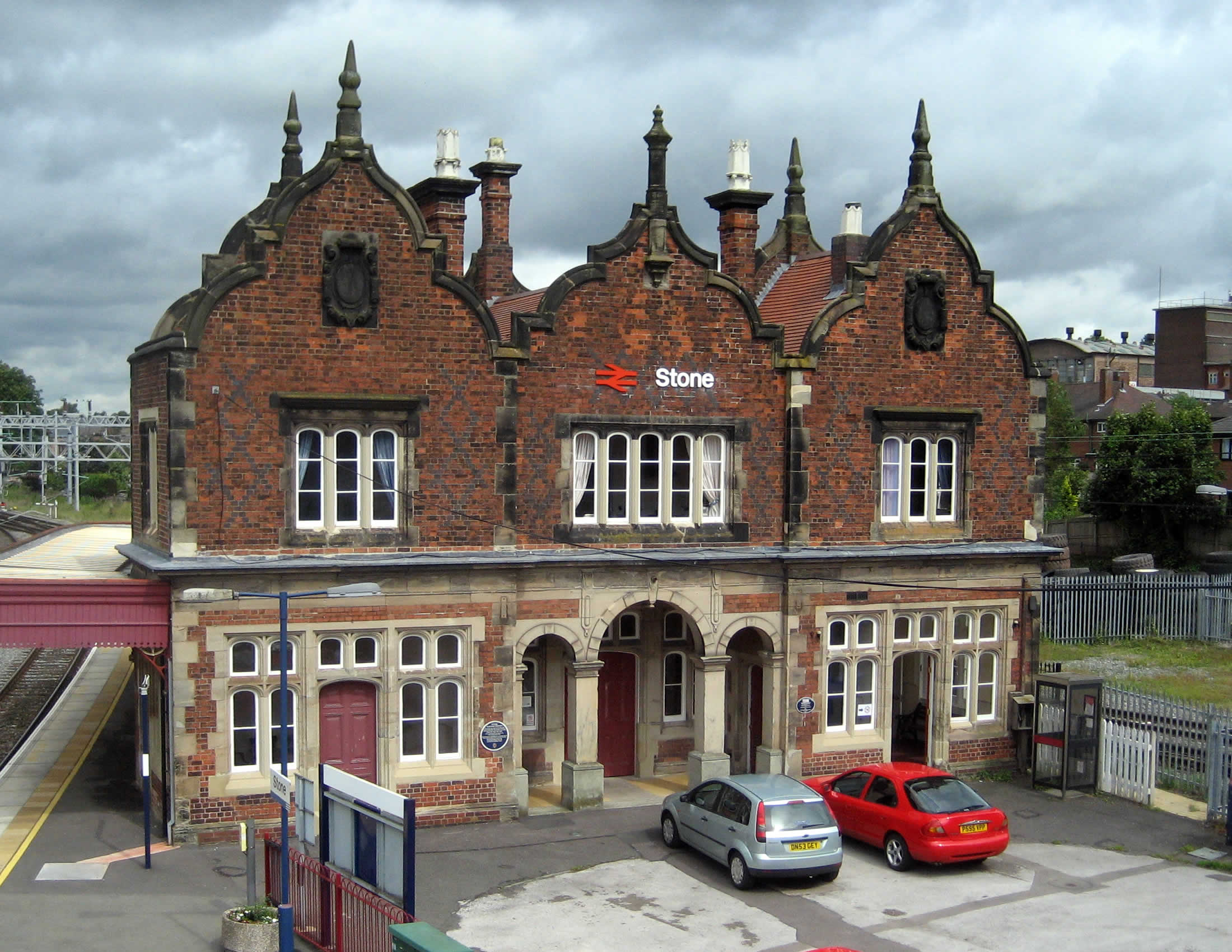
Station Stone.